# 도모에촌 (이바라키현)
도모에촌(巴村)은 이바라키현 가시마군에 일찍이 존재했던 촌이다. 현재의 호코타시 북부에 해당한다.

## 지리
가시마군의 북부에 위치하며, 도모강을 사이에 두고 히가시이바라키군 및 나메카타군과 접해 있으며. 동서로 길고 남북으로 짧다. 서남쪽은 평탄하고 도모강 유역은 저지대로 구성되어 있으며. 동북부 고원지대는 비료 시비로 인해 재배에 적합하다.

## 역사
- 1889년 4월 1일 - 정촌제 시행에 의해 가시마군 도모에촌이 성립하였다.
- 1955년 3월 15일 - 호코타정, 도쿠슈쿠촌, 신구촌 및 나메가타군 아키쓰촌과 합병해 새로운 호코타정이 성립하여, 동일 도모에촌은 폐지되었다.

## 인구
| 1891년 | 2,114 |
| 1909년 | 2,808 |
| 1920년 | 3,247 |
| 1935년 | 3,665 |
| 1950년 | 5,296 |

## 교통

### 철도
- 가시마 산구철도
  - 가시마 산구철도선

## 참고문헌
- 鉾田町史編さん委員会『鉾田町史 通史編 下巻』、鉾田町、2001年
- 角川日本地名大辞典編纂委員会『가도카와 일본 지명 대사전 8 茨城県』、가도카와 쇼텐、1983年 ISBN 4040010809